# Alae sociorum
Las alae sociorum eran las unidades militares integradas en los ejércitos romanos que estaban formadas por soldados provenientes de los pueblos itálicos aliados de Roma. Existía un alae sociorum por cada legión de ciudadanos romanos presente en uno de estos ejércitos. Existieron hasta que, tras la guerra Social, una vez obtenida la ciudadanía romana por todos los pueblos itálicos, estos, siendo ciudadanos romanos de pleno derecho, se integraron como un contingente más de las legiones romanas.
En los ejércitos donde había dos legiones, existían dos alae que recibían la denominación de alae izquierda y alae derecha. Estaban mandadas por un prefecto aliado, que a su vez estaba subordinado al jefe del ejército en que se integrasen.

## Reclutamiento
En virtud de los acuerdos de federación existentes con Roma, a petición del Senado romano se producía el alistamiento de los soldados aliados entre los diversos pueblos itálicos en la cantidad y fecha requeridas. Estas tropas se presentaban en el lugar que se les ordenaba y se unían a las legiones de ciudadanos romanos formando un ejército. Salvo por alguna circunstancia fuera de lo común, los llamamientos se hacían apenas iniciada la primavera, de modo que su incorporación coincidiese con el alistamiento de las legiones integradas por ciudadanos romanos.

## Estructura
Durante los siglos III a. C. y mediados del II a. C., la estructura interna difería de la de las legiones romanas, al constituir su unidad táctica de combate la cohorte frente al manípulo. Dichas cohortes estaban formadas por 450 a 500 hombres, cifra vinculada a la cantidad de gente que se reclutaba entre un pueblo aliado determinado. Los manípulos de las legiones, sin embargo, se componían de 120 hombres. Su armamento y equipamiento se supone parejo al de los legionarios romanos, así como la proporción entre infantes pesados, ligeros y veteranos.

## Evolución
En los ejércitos secundarios romanos, mandados por pretores o procónsules, el número de aliados y ciudadanos romanos era paritario en infantería. Sin embargo, en los ejércitos principales, existía un exceso de tropas aliadas sobre las romanas que recibían la denominación de extraordinarii. La cantidad de extraordinarii fue variando a lo largo del tiempo. Polibio describe las alae de su época y eleva el número de extraordinarii a un tercio de la caballería aliada y a una quinta parte de las tropas de infantería. Durante la segunda guerra púnica, estos contingentes aliados llegaron a ser el doble de los romanos en los ejércitos consulares, por lo que los extraordinarii ascendían al 50% de la fuerza aliada. Esto sucedía tanto en infantería como en caballería.
Los ejércitos consulares de esta guerra variaron su composición a lo largo de la misma desde los 24 000 infantes del principio hasta los 40 000, de los que las dos terceras partes eran tropas aliadas integradas en las alae sociorum. Igualmente, la aportación de caballería aliada era el doble que la romana. Esta última era de 300 jinetes por legión, lo que significaba que en un alae había 600 caballeros aliados. Durante este conflicto, por tanto, cada alae y extraordinarii asociados oscilaron entre los 8000 infantes por alae del inicio, hasta los 13 300 del año 207 a. C. Su participación aparece destacada en algunos episodios bélicos en los que toman parte de manera decisiva.
La descripción del historiador griego Polibio apunta a que unos 50 años después de esta contienda, los contingentes extraordinarios de infantería se vieron reducidos de manera muy notable, no así los de caballería, que siguieron siendo el doble que los romanos.